# 下勃艮第王国

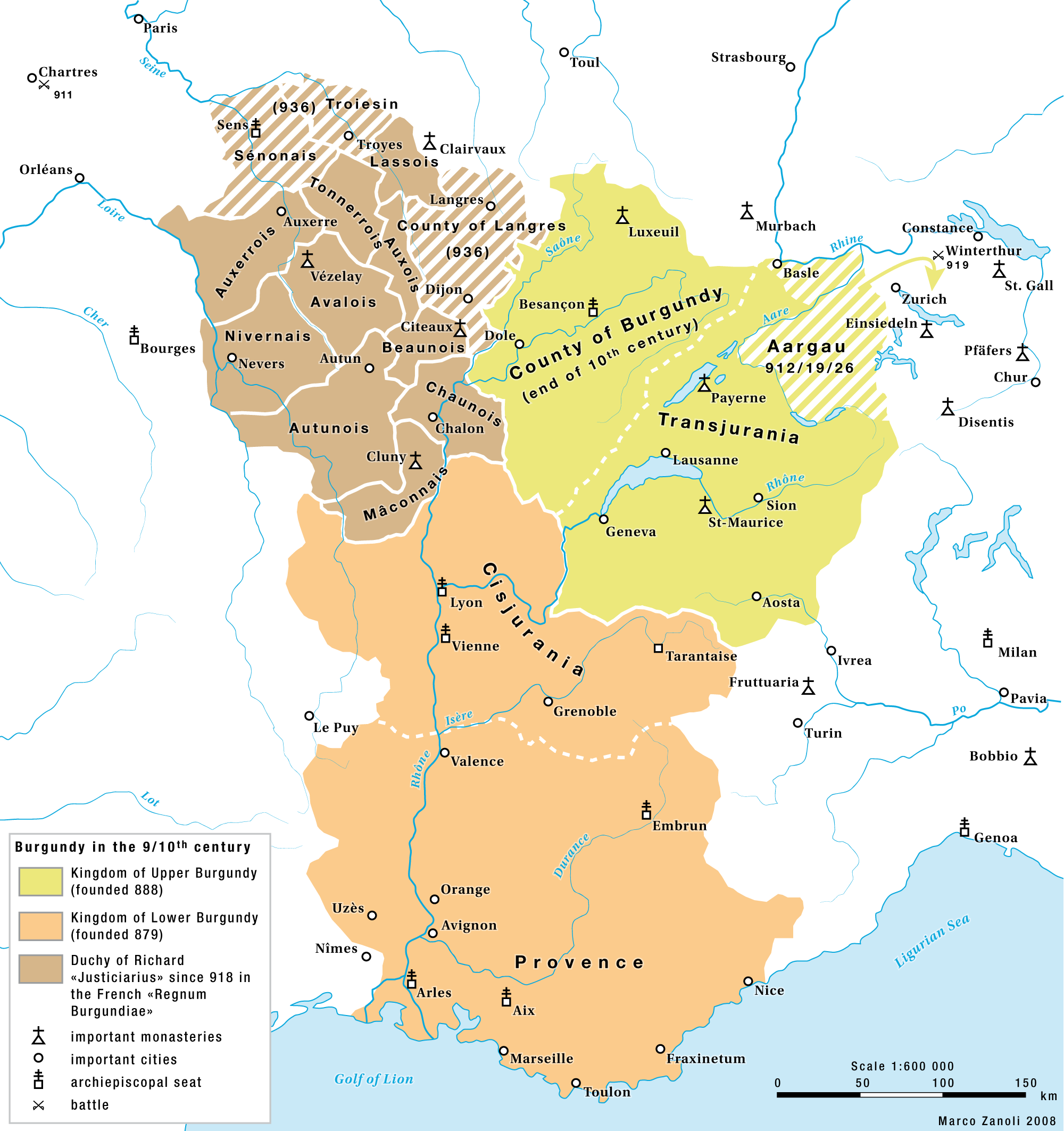
下勃艮第王国以橘黄色表示

下勃艮第王国，或山内勃艮第（Cisjurane Burgundy），是现在法国东南部的一个历史上的王国，之所以这么称呼，是因为它位于罗纳河谷的下游。它包括了阿雷拉特王国的部分领土。
下勃艮第的边界是南部的地中海，西南的塞普蒂马尼亚，西部的阿基坦，北部的上勃艮第王国和东部的意大利王国。